# Columbia County (Oregon)
Columbia County ist ein County im Bundesstaat Oregon der Vereinigten Staaten. Das U.S. Census Bureau hat bei der Volkszählung 2020 eine Einwohnerzahl von 52.589 ermittelt. Der Sitz der Countyverwaltung (County Seat) befindet sich in St. Helens. Benannt ist das County nach dem Columbia River.

## Geographie
Das County hat eine Fläche von 1783 Quadratkilometern, davon sind 82 Quadratkilometer (4,59 Prozent) Wasserfläche.

## Geschichte
Das County wurde am 16. Januar 1854 gegründet und ist nach dem Columbia River benannt.
Elf Bauwerke und Stätten des Countys sind im National Register of Historic Places (NRHP) eingetragen (Stand 8. Juni 2018).

## Demografische Daten

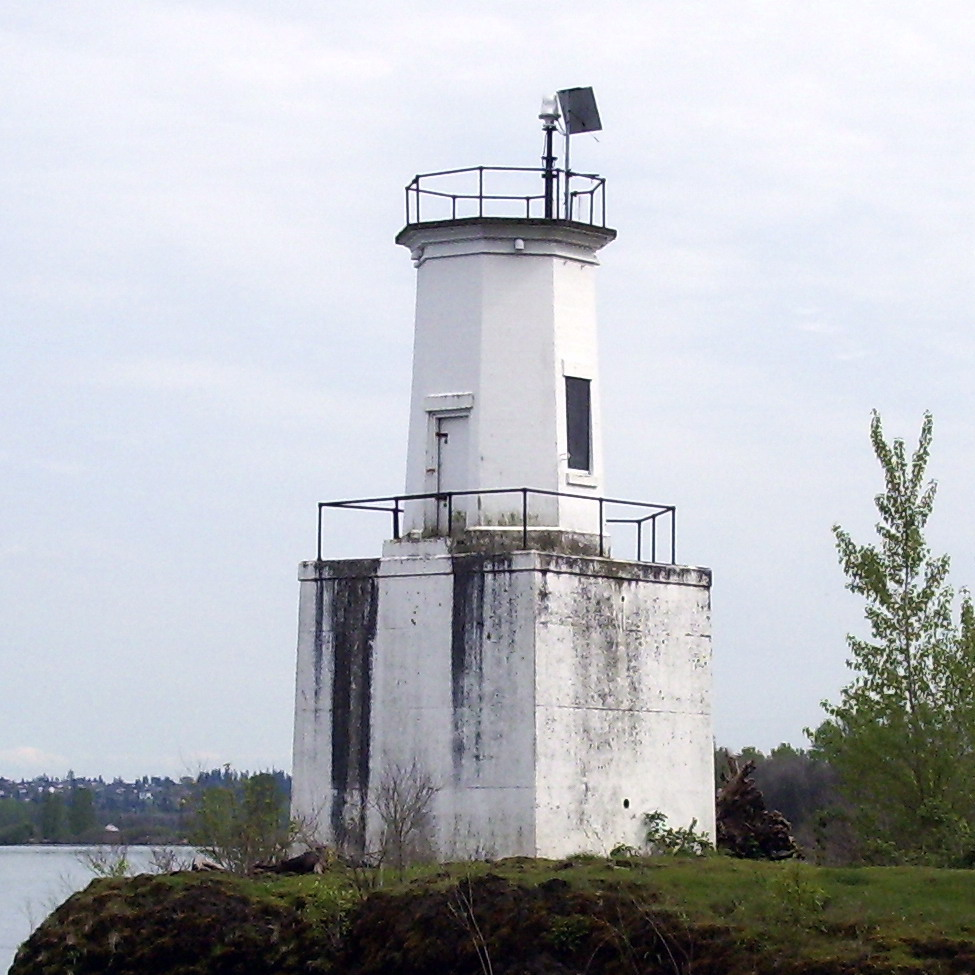
Der Leuchtturm Warrior Rock Light

Nach der Volkszählung im Jahr 2000 lebten im County 43.560 Menschen. Es gab 16.375 Haushalte und 12.035 Familien. Die Bevölkerungsdichte betrug 26 Einwohner pro Quadratkilometer. Ethnisch betrachtet setzte sich die Bevölkerung zusammen aus 94,42 % Weißen, 0,24 % Afroamerikanern, 1,33 % amerikanischen Ureinwohnern, 0,59 % Asiaten, 0,10 % Bewohnern aus dem pazifischen Inselraum und 0,79 % Prozent aus anderen ethnischen Gruppen; 2,53 % stammten von zwei oder mehr ethnischen Gruppen ab. 2,51 % der Bevölkerung waren spanischer oder lateinamerikanischer Abstammung.
Von den 16.375 Haushalten hatten 34,40 % Kinder und Jugendliche unter 18 Jahre, die bei ihnen lebten. 60,50 % waren verheiratete, zusammenlebende Paare, 8,70 % waren allein erziehende Mütter. 26,50 % waren keine Familien. 21,10 % waren Singlehaushalte und in 8,10 % lebten Menschen im Alter von 65 Jahren oder darüber. Die Durchschnittshaushaltsgröße betrug 2,65 und die durchschnittliche Familiengröße lag bei 3,06 Personen.
Auf das gesamte County bezogen setzte sich die Bevölkerung zusammen aus 27,30 % Einwohnern unter 18 Jahren, 7,00 % zwischen 18 und 24 Jahren, 28,10 % zwischen 25 und 44 Jahren, 26,00 % zwischen 45 und 64 Jahren und 11,60 % waren 65 Jahre alt oder darüber. Das Durchschnittsalter betrug 38 Jahre. Auf 100 weibliche Personen kamen 100,00 männliche Personen, auf 100 Frauen im Alter ab 18 Jahren kamen statistisch 98,10 Männer.
Das jährliche Durchschnittseinkommen eines Haushalts betrug 45.797 USD, das Durchschnittseinkommen der Familien betrug 51.381 USD. Männer hatten ein Durchschnittseinkommen von 42.227 USD, Frauen 27.216 USD. Das Prokopfeinkommen betrug 20.078 USD. 9,10 % der Bevölkerung und 6,70 % der Familien lebten unterhalb der Armutsgrenze. 11,60 % davon waren unter 18 Jahre und 7,00 % waren 65 Jahre oder älter.

## Städte
- Clatskanie
- Columbia City
- Prescott
- Rainier
- St. Helens
- Scappoose
- Vernonia

### Gemeindefreie Gebiete
- Alston
- Apiary
- Birkenfeld
- Chapman
- Delana
- Fern Hill
- Goble
- Linberg
- Marshland
- Mayger
- Milton
- Mist
- Natal
- Neer City
- Pittsburg
- Quincy
- Shiloh Basin
- Swedetown
- Trenholm
- Warren
- Woodsen
- Yankton